# 米耶拉
米耶拉，是西班牙坎塔布里亚的一个市镇。总面积34平方公里，总人口488人（2001年），人口密度14人/平方公里。